# Кантака
Кантхака (на палију и санскриту) (6. век, у Бихару и Утар Парадешу, Индија) био је омиљени бели Коњ принца Сидхарте, који је касније постао Буда. Сидарта га је јахао у свим важнијим догађајима описаним у будистичким текстовима који се односе на период пре његовог одрицања света. Одласком Сидарте у аскезу, Кантака је угинуо од туге.
У ергели краља Судодане, Кантака је био најистрениранији коњ, а и миљеник принца Сидхарте. Сидхарта је био уљуљкиван у раскоши у палатама које је краљ Судодана наменски градио с циљем да принца заштити и од саме помисли на бол и патњу. И то све због пророчанства аскете Асита, који је прорекао да ће се Сидарта одрећи трона да би постао духовни учитељ и пронашао пут ка окончању патње. Кантака је описиван у догађајима који претходе венчању Сидхарте и Јасодаре, принцезе из истог (Шакија) клана. По обичајима ратника Шакија клана, принц се мора доказати у ратничким вештинама као што су јахање, стреличарство на коњу у покрету, и мачевању, победом над другим племићима у поменутим дисциплинама. На свом коњу Кантаки, Сидарта је победио рођака Девадату у стреличарству, другог рођака Ануруддху у јахању на коњу, и полубрата Нанда у мачевању.
Након Сидхартиног венчања, Кантака је био коњ који је вукао кочију којом је управљао Ћана, принчев лични пратилац, приликом, од стране краља Судодане припремљеног обиласка града Капилаваттху, када је видео Четири гласника, која су му побудила одлуку да се одрекне света. За време ових обиласка краљевства изван палате на свом коњу, Ћана је објаснио Сидхарти сусрете и виђење: старца, болесника, мртваца чија је сахрана била у току, и коначно, аскету који се одрекао световног у корист духовног живота – призори какве Сидарта није могао видети у току свог изолованог живота у палати.
Касније, Кантака је био коњ на којем је Сидарта побегао из палате да би постао аскета, за време док су чувари на капији спавали. Након протеста и одбијања да га Сидарта напусти, Ћана је оседлао Кантаку, на којем га је извео из града, у шуму на обали реке Анома. Према писаном предању, Кантака је ту реку могао и да прескочи. Јашући Кантаку, Ћана је вратио Сидартине личне ствари, оружје и одсечену косу краљу Судодани по повратку у палату. Пре тога Ћана је одбијао да напусти принца али је на крају попустио и вратио се у палату како је Сидарта то од њега захтевао.
Према будистичким списима, Кантака се поново родио као браман и одлазио да слуша Дхарму/дхамму проповеди Будине како би се просветлио. Кантака је угинуо на обали реке Анома, или по повратку у Капилавасту.
Описи Кантаке су присутни и у будистичкој уметности, попут оних уклесаних на ступама. Приказ Сидарте како напушта Капилаваттху јашући Кантаку, на главној ступи у Амараватхи је најстарији од свих постојећих. Део те уметности је изложен у музејима у Лондону и Калкути.